# IFAF Europe Champions League
Die IFAF Europe Champions League war ein europäischer Wettbewerb für Vereinsmannschaften in der Sportart American Football. Ausgerichtet wurde der Wettbewerb ab 2014 von der IFAF Europe, die im selben Jahr die Funktion des Kontinentalverbands von der European Federation of American Football übernahm. 
Erster Gewinner des Wettbewerbs waren die Helsinki Roosters. In den Folgejahren konnten sich die Carlstad Crusaders und die Panthers Wrocław den Titel sichern, bevor der Wettbewerb wieder eingestellt wurde.
Der Wettbewerb stand im Schatten der Big6 European Football League, die ebenfalls ab 2014-von den starken Verbänden Deutschlands und Österreichs organisiert wurde. Zudem wurde die Organisation durch die Spaltung des Weltverbands IFAF 2015 behindert. 2017 meldeten daher ursprünglich nur noch fünf Mannschaften für die Champions League. Zwei zogen früh zurück, die Saison fand nicht statt. Stattdessen organisierte die Fraktion IFAF New York  kurzfristig die IFAF Northern European Football League.

## Spielzeiten
| Saison | Gewinner           |                    | Divisionsgewinner   | Divisionsgewinner | Divisionsgewinner     | Divisionsgewinner |
| Saison | Gewinner           | North              | West                | East              | South                 |                   |
| ------ | ------------------ | ------------------ | ------------------- | ----------------- | --------------------- | ----------------- |
| 2014   | Helsinki Roosters  | Helsinki Roosters  | Elancourt Templiers | Beograd Vukovi    | Thonon Black Panthers |                   |
| 2015   | Carlstad Crusaders | Carlstad Crusaders | London Blitz        | Beograd Vukovi    | Thonon Black Panthers |                   |
| 2016   | Panthers Wrocław   | Panthers Wrocław   | Milano Seamen       | Koç Rams          | Danube Dragons        |                   |